# Bonanza Live Banzai
A Bonanza Live Banzai a Bonanza Banzai koncertfelvétele, melyet magnókazettán és CD-n 1992-ben adtak ki. A felvételt az együttes 1991. november 15-i Budapest Sportcsarnokban adott koncertjén rögzítették. A zenét Hauber, Kovács és Menczel közösen jegyzik, a dalszöveg Kovács Ákos szerzeménye.

## A koncert
Bár első stúdiólemezük, az Induljon a banzáj! csupán két évvel korábban, 1989-ben jelent meg, hamar nagy népszerűségre tettek szert koncertjeik során. Első önálló koncertjüket a Kertészeti Egyetem Klubjában (KEK) tartották 1989 júniusában, majd a következő egy év során ilyen, kisebb befogadóképességű előadótermekben, klubokban játszottak, melyeket azonban hamar kinőttek.
Szinte napra pontosan egy évvel az első KEK-fellépés után, második stúdióalbumuk megjelenése után nem sokkal tartották az első Petőfi Csarnokbeli koncertjüket 1990. június 8-án, melyet a Magyar Rádió is rögzített. Ugyanez év november 30-án újabb PeCsa-koncert, majd harmadik lemezük, az 1984 bemutatására is felléptek itt 1991. április 5-én. Miután a PeCsa-koncertek jellemzően teltházzal operáltak, és a KEK-be történő 1991 májusi dupla estésre tervezett visszatérésük katasztrofálisan sikerült (az első estén a fanatikus tömeg ugrálása az emeleti helyiséget már néhány szám után veszélyesen megmozgatta, így a másnapi koncert, ill. az aznapi hátralevő része lemondásra került), világossá vált, hogy még feljebb kell lépnie az együttesnek. A PeCsánál pedig csak egy nagyobb fedett koncertterem volt található az országban: a Budapest Sportcsarnok.
A koncert végül 1991. november 15-én került megrendezésre, kiegészülve az ezen ősszel megjelent nagylemez, A pillanat emlékműve dalaival. Az előadás kasszasiker volt: a 13 ezer fős befogadóképességű BS-ben teltházat sikerült csinálni, amely egy magyar együttestől óriási teljesítmény volt azokban az években.
A koncert dallistája (félkövér betűvel azok, amelyek felkerültek a lemezre):
- Introduzione
- A jel/A félelem I./Induljon a banzáj!
- Apocalypse
- Tánc a vékony jégen
- Nincsen magyarázat
- Right
- Támadás
- Colours
- Dörömbölnek a vágyak
- A szakadék
- Ladies from that House
- Bonanza Pogo II
- Néma film/A megváltó
- Monumentum
- Calypso
- Szárnyas fejvadász
- Like the Rain
- Provokatőr
- Nem ér semmit a dal
- Wartime
- Szerelemisten
- Valami véget ért

Ráadás 1.
- Kihalt minden
- Nem érdekel

Ráadás 2.
- Kicsi szív
- Rosszkedv (Ha százszor születnék...)

Ráadás 3.
- 1984 (maxi)
- Adjon Isten...

## Előadók
- Hauber Zsolt: szintetizátor, effektek
- Kovács Ákos: ének, gitár (Néma film/A megváltó), dob (Szerelemisten)
- Menczel Gábor: szintetizátor, program

## Az album dalai
|     | Cím                                                 | Hossz |
| --- | --------------------------------------------------- | ----- |
| 1.  | "Introduzione"                                      | 3'37  |
| 2.  | "Egyveleg (A jel - Félelem 1. - Induljon a banzáj)" | 9'04  |
| 3.  | "Apocalypse"                                        | 4'34  |
| 4.  | "Nincsen magyarázat"                                | 3'55  |
| 5.  | "Right"                                             | 4'05  |
| 6.  | "Dörömbölnek a vágyak"                              | 3'52  |
| 7.  | "Néma film/ A megváltó"                             | 4'50  |
| 8.  | "Monumentum"                                        | 3'48  |
| 9.  | "Kihalt minden"                                     | 5'07  |
| 10. | "Rosszkedv (Ha százszor születnék...)"              | 4'20  |
| 11. | "Szerelemisten"                                     | 4'16  |
| 12. | "Valami véget ért"                                  | 4'41  |